# Rhamphidarpoides regina
Rhamphidarpoides regina är en mångfotingart som först beskrevs av Carl 1909.  Rhamphidarpoides regina ingår i släktet Rhamphidarpoides och familjen Odontopygidae. Inga underarter finns listade i Catalogue of Life.